# Városföld
Városföld este un sat în districtul Kecskemét, județul Bács-Kiskun, Ungaria, având o populație de 2.173 de locuitori (2011). 

## Demografie
Componența etnică a satului Városföld
     Maghiari (98,85%)
     Necunoscut (0,25%)
     Alții (0,9%)
Componența confesională a satului Városföld
     Romano-catolici (60,38%)
     Fără religie (11%)
     Reformați (4,97%)
     Necunoscută (21,91%)
     Alte religii (2,53%)
Conform recensământului din 2011, satul Városföld avea 2.173 de locuitori. Din punct de vedere etnic, majoritatea locuitorilor (98,85%) erau maghiari. Apartenența etnică nu este cunoscută în cazul a 0,25% din locuitori.  Din punct de vedere confesional, majoritatea locuitorilor (60,38%) erau romano-catolici, existând și minorități de persoane fără religie (11,0%) și reformați (4,97%). Pentru 21,91% din locuitori nu este cunoscută apartenența confesională.